# Malvina Pastorino
 Malvina Virginia Pérez Pastorino  (Buenos Aires, 16 de noviembre de 1916 - ibídem, 6 de mayo de 1994) fue una actriz argentina de cine, radio, teatro y televisión.

## Biografía
Inició su carrera en la radio al lado de Félix Mutarelli para luego proseguir en el teatro, donde acompañó a figuras de la comedia como Pepe Arias y Guillermo Battaglia. Debutó en el cine en 1949 en la película Esperanza dirigida por Francisco Mugica y protagonizada por Aída Alberti. Su carrera resurgió y alcanzó protagonismo al unirse sentimentalmente a Luis Sandrini a comienzos de los años de 1950, con quien encabezó una serie de películas y obras de teatro, entre ellas Cuando los duendes cazan perdices (1955), de notable repercusión. Entre sus trabajos cinematográficos se destacan Sombras en la frontera, por el que obtuvo un premio a la mejor actriz de reparto, Chafalonías (1960), La cigarra no es un bicho (1964) y La valija (1971), que le valió el premio a la mejor actriz principal. Protagonizó roles completamente distintos en Psexoanálisis y Los neuróticos e inclusive, filmó una película en España, El seductor de Granada (1953), bajo la dirección de Lucas Demare. En teatro, se destacó en El baile, El deseo bajo los olmos y El proceso de Mary Duggan.
En la década de 1970, sus trabajos en el cine fueron disminuyendo a tal punto de realizar pequeños cameos en comedias de bajo presupuesto, entre ellos en Yo tengo fe (1974), La fiesta de todos (1978) y Frutilla (1980). Cuando la televisión empezó a emitir los primeros shows en vivo, Goar Mestre, propietario de Canal 13, la contrató para protagonizar Las tres caras de Malvina, pero fue en telenovelas como Un hombre como vos (1982) donde logró impacto en el público femenino. Luego, fue contratada por Alejandro Romay para realizar dos telenovelas más en Canal 9, Sola (1983) y Tal como vos (1984). Una vez finalizado su contrato, Canal 11 la tuvo en cuenta para realizar en 1986 las primeras telenovelas que incluían estrellas latinoamericanas como protagonistas.

### Fallecimiento
La muerte de Sandrini el 5 de julio de 1980 la alejó paulatinamente de los medios públicos y se retiró finalmente en 1988 tras filmar Tres alegres fugitivos. Su vida posterior alternó entre homenajes a su difunto esposo y su familia. En 1992, volvió a aparecer en los medios cuando la presentadora de TV Susana Giménez la reconcilió en vivo con la actriz Tita Merello en el Día del Amigo. En 1993, Pastorino fue atacada severamente por su perro y debió ser intervenida quirúrgicamente en uno de sus brazos. En abril de 1994, sufrió un accidente doméstico tras caer por las escaleras de su casa y golpearse la cabeza, lo que le provocó un severo traumatismo de cráneo con derrame cerebral que la mantuvo en coma durante seis días en el Sanatorio Mitre. El 4 de mayo, los médicos del sanatorio dieron parte del cuadro clínico de la actriz como «gravísimo e irreversible». Tras ser afectada por una afección pulmonar, falleció el 6 de mayo a la edad de 77 años. Sus restos fueron inhumados en el Panteón de la Asociación Argentina de Actores del Cementerio de la Chacarita.

## Matrimonio con Luis Sandrini
A Sandrini lo conoció en 1949. En ese momento Pastorino era la eterna reemplazante de actrices que tenían un contratiempo de último momento. Una noche Sandrini necesitó una reemplazante para uno de los papeles de Cuando los duendes cazan perdices. Alguien le había hablado de "esa actriz bastante buena, pero un poco pesada" que incursionaba en las tablas del Teatro Smart. Tras conocerla la relación no fue nada buena: 

_"Por qué no quiere trabajar con nosotros señorita...señorita?" 
_Pastorino. Malvina Pastorino. Y no quiero trabajar con ustedes porque... (insultos)
 Malvina lanzó esas palabras con todas sus furiosas ganas. Luis no se quedó atrás y dijo también algunas de las suyas. Pero Luis, que no pierde el humor aún en medio del fragor de la más violenta batalla dijo de pronto:
 _"Traigan el árnica! ¡Esta señorita... Pastorino una las palabras en ves de puños para golpear!..."Y traigan a Gatica también para que la señorita le dé unas lecciones".

 A Pastorino le causó mucha gracias el humor de Sandrini e hicieron las paces... y al poco tiempo el amor En 1950 hicieron una gira en Montevideo, donde entablaron una relación más sólida que duró dos años, después de eso se casaron.
Casada por varias décadas tuvieron dos hijas: Malvita y Sandra Sandrini.
Malvita, se comprometió con Miguel Ianolfi en los primeros días de noviembre de 1972. Poco más de un año después, el 17 de diciembre de 1973, contrajo matrimonio por civil, para hacerlo por iglesia el día 20 de ese mes. A la fiesta de Malvita celebrada poco después de la ceremonia en una residencia del barrio de Belgrano, asistieron muchas figuras del ambiente artístico, entre quienes se contaban Enrique Carreras y Mercedes Carreras, Irma Roy, Ángel Magaña, Mirtha Legrand, Jorge Barreiro, Julia Sandoval, José Marrone, Abel Santa Cruz y María Aurelia Bisutti, y su madrina Pelegrina Pastorino entre otros.
Sandra, la hija menor del matrimonio Sandrini-Pastorino, se casó a los 18 años, el 14 de mayo de 1976, en el Registro Civil  de Martínez con Omar Eudoro Quiroga, su novio desde los 12 años, de quien se separó al año siguiente, luego de darle a Malvina su primer nieto. Luego se casa con el actor y director teatral Abel Sáenz Buhr con quien tiene a su hija Carla.

## Filmografía
- Esperanza (1949)
- Don Fulgencio (El hombre que no tuvo infancia) (1950)
- Sombras en la frontera (1951)
- Payaso (1952)
- Asunto terminado (1953)
- El seductor de Granada (1953)
- Cuando los duendes cazan perdices (1955)
- Chafalonías (1960)
- La cigarra no es un bicho (1964)
- Cuando los hombres hablan de mujeres (1967)
- En mi casa mando yo (1968)
- Psexoanálisis (1968)
- Los neuróticos (1971)
- La valija (1971)
- Hoy le toca a mi mujer (1973)
- Yo tengo fe (1974)
- El casamiento de Laucha (1977)
- La fiesta de todos (1978 )
- Frutilla (1980 )
- Tres alegres fugitivos (1988)

## Programas de televisión
- Las tres caras de Malvina (1963) Canal 13
- En casa de los Videla (1963) Canal 7. Teleteatro  familiar de Alberto Migré, junto a José María Gutiérrez.
- Un hombre como vos (1982) como Florencia
- Sola (1983) como Cordelia. Canal 9
- Tal como vos (1984) Canal 9
- Claudia Morán (1986) Canal 11

## Radio
- Don Juan Manuel de Héctor Pedro Blomberg (1943), con Pedro Tocci, Joaquín Pibernat, Nicolás Olivari y Héctor Coire.[3]

## Teatro
- 1941: Serenata porteña, con la "Compañía de Pedro Tocci".
- 1944: Filomena y Pipistrelo se casan en el Riachuelo.
- 1946: La historia del sainete, estrenada en el Teatro Presidente Alvear. Con la Compañía Argentina de Espectáculos Cómicos Alberto Anchart.
- 1947: Se necesita un hombre con cara de infeliz, junto a una "Compañía Argentina de Piezas Cómicas" formada por Emma Martínez y Mario Fortuna, estrenado en el Teatro Cómico.
- 1947: Don Fernández, con Pepe Arias.
- 1950: Cuando los duendes cazan perdices.
- 1958: Indiscreta, estrenada en el Teatro Empire.
- 1952: El baile, con la "Compañía de Comedias Luis Sandrini- Malvina Pastorino- Eduardo Sandrini". Con esta obra recibió el Premio Nacional de Teatro a la Mejor obra de la temporada 1952.
- 1973/1974: El hombre piola.
- 1980/1981: Tu sonrisa en mi bolsillo.
- 1984: Así es la vida.
- 1985: Tu cuna fue un conventillo, de Alberto Vacarezza, en el Teatro Presidente Alvear, junto a Perla Santalla.